# Raglanærme
Et raglanærme er en type ærme der er kendetegnet ved at det går i ét stykke helt op til kraven, hvilket skaber en diagonal søm fra underarmen til kravebenet, som giver tøjet et relativt læs og udefineret form.
Ærmetypen er opkaldt efter Lord Raglan, den 1. Baron Raglan, der siges at have haft en frakke med denne type ærmer efter han mistede en arm under slaget ved Waterloo. Raglanærmet blev opfundet af frakkeproducenten Aquascutum til Lord Raglan for at give ham plads til at bruge sit sværd i kamp. Det gav bedre bevægelse til bæreren i stedet for et normalt ærme der var syet fast til skuldersømmen.
Trenchcoat har traditionelt altid raglanærmer. Det er desuden populært til mellemlange ærmer på undertøj (under en sweater) for baseballhold i MLB. 